# Lara Croft GO
Lara Croft GO — пошаговая видеоигра-головоломка, разработанная канадской студией Square Enix Montreal и выпущенная японской международной компанией Square Enix. Игра вышла на iOS, Android и Windows 10 Mobile 27 августа 2015 года, на Microsoft Windows, macOS, Linux, PlayStation 4 и PlayStation Vita — 3 и 4 сентября 2016. Суть игры заключается в том, что игрок, управляя Ларой Крофт, должен преодолеть карту-головоломку и добраться до выхода, преодолевая разного рода препятствия и прибегая для этого к разным логическим решениям. Игра является духовным наследником Hitman GO от 2014 года.
Игра получила в целом положительные отзывы от критиков. Наиболее высоко были оценены эстетика, дизайн головоломки и верность серии, но критиковали её короткую длину и несбалансированный уровень сложности. Тем не менее, Lara Croft GO получила награду на Apple Design Awards 2016 и была признана лучшей игрой для мобильных телефонов на The Game Awards 2015.

## Игровой процесс

Кадр из игры Lara Croft GO

Lara Croft GO — пошаговая видеоигра-головоломка. Её основной игровой процесс и управление практически полностью аналогичны предшественнику, Hitman GO. Уровни состоят из взаимосвязанных узлов и линий. Игрок управляет главной героиней серии Tomb Raider, Ларой Крофт. Игрок и окружающая среда (вроде противников) сменяются друг за другом, в которых один отдыхает, а другой движется. Используя сенсорное управление на моибльных устройствах, игрок проводит пальцем по линии в том направлении, куда должна идти Лара. Пока Крофт стоит на месте, враги одновременно делают ход.
По мере прохождения игры, уровни усложняются и вводятся новые враги и механики. Подобно серии игр Tomb Raider, враги здесь выглядят как смертоносные существа, вроде змей, ящериц и гигантских пауков. У каждого врага имеется  определённая модель поведения. В Lara Croft GO также присутствуют одноразовые предметы, такие как копья. Собирать их можно на уровнях и использовать для убийства противников на расстоянии. Другие механики включают препятствия, такие как валуны, пильные полотна и ловушки. Игрок может активировать рычаги, которые открывают дорожки через уровень. Lara Croft GO также предлагает дополнительные покупки, которые представляют из себя подсказки для головоломок и костюмы для Лары.

## Разработка

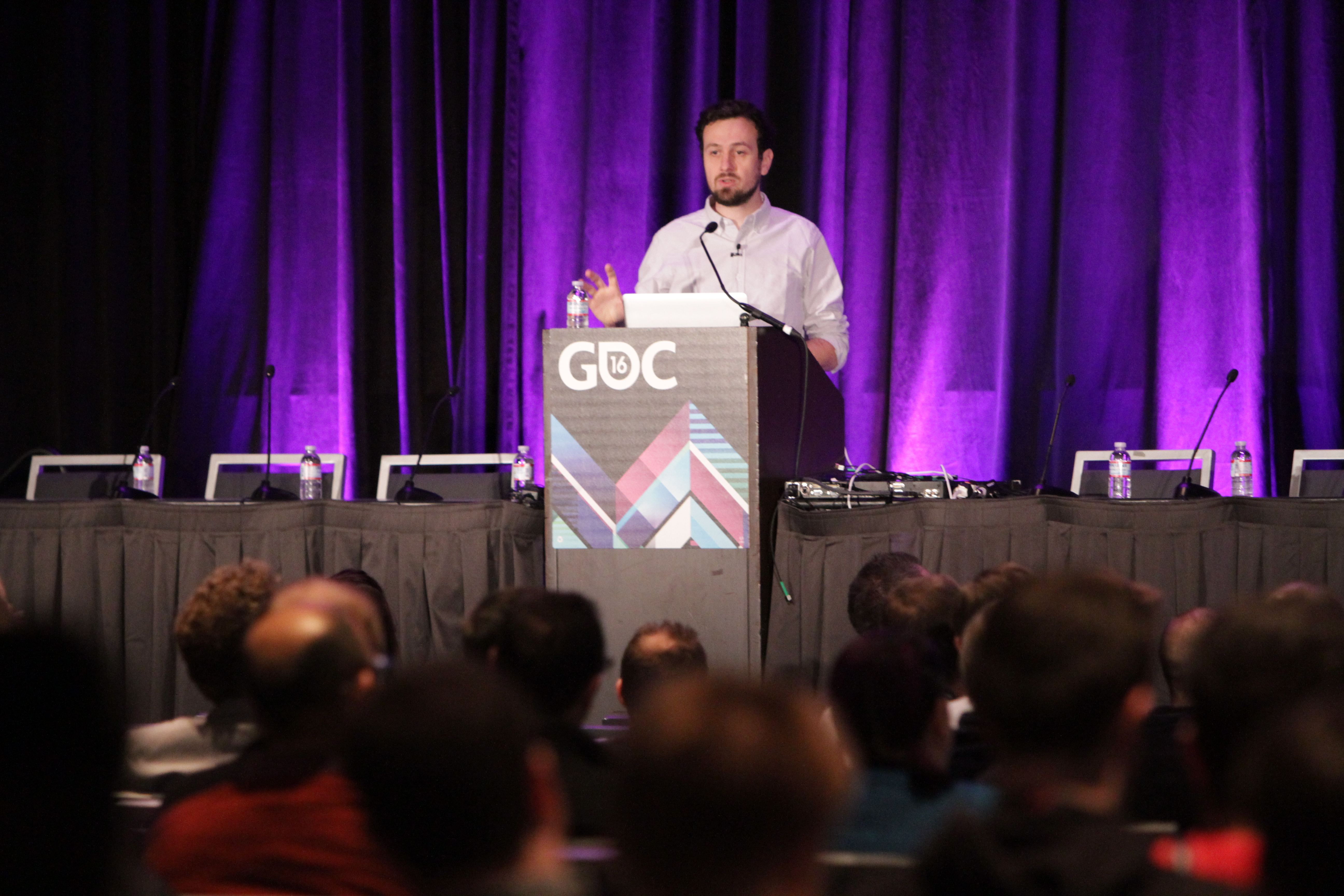
Технический директор Антуан Рутон представляет игру на Game Developers Conference, 2016 год

Разработкой игры занималась канадская компания Square Enix Montreal, известная благодаря игре для мобильных устройств (а впоследствии вышедшая на другие «старшие» платформы) Hitman GO. На момент анонса Hitman GO, в студии произошла реорганизация, в ходе которой покинул почти весь состав разработчиков, кроме технического директора Антуана Рутона и режиссёра игры Даниэля Лутца. Однако, этот проект в серии игр Hitman оказался очень успешным и принёс студии большие доходы.
На волне успеха, команда разработчиков решила создать новую пошаговую игру по мотивам серии Tomb Raider. Разработкой занимались семь человек, которые сами были знакомы с играми серии Tomb Raider, поэтому в процессе создания игры вели плотное сотрудничество с Square Enix и Crystal Dynamics. Хотя новая игра создавалась по подобию Hitman GO, в ней было решено уделить больше внимания окружающей среде и анимации, нежели убийствам врагов и эстетике настольной игры. Работая над игровым миром, разработчики брали за основу классическую серию, а не перезапуски. Команда воссоздавала игровой мир из памяти, не смотря различные материалы по играм Tomb Raider от 1996 до 2003 года. Несмотря на то, что игра представляет собой пошаговую головоломку, разработчики стремились воссоздать в игре моменты преследования героини гигантскими тварями и валунами. Так как создание временных ограничений в пошаговой игре невозможно, разработчики добавили иные способы препятствий, вроде разрушающихся полов, по которым можно пройти лишь один раз, или же ограничение в несколько ходов, в случае активации некоторых механизмов или преследования животными.
Команда разработчиков также сделала акцент на игровом процессе, без синопсиса, дать возможность игроку самому изучать новые локации и искать пути к решению тех или иных проблем и опасностей. Для этого, игрок имеет возможность увидеть все головоломки на экране целиком без излишней подробности и прокрутки курсором. Игра была создана на игровом движке Unity, чтобы её можно было выпустить сразу на нескольких мобильных платформах.
Анонс игры состоялся в июне 2015 года на пресс-конференции Square Enix E3 2015. Игра была выпущена 27 августа 2015 года для мобильных операционных систем Android, iOS, Windows и Windows Phone. В 2020 году Lara Croft GO стала временно бесплатной на телефонах.

## Реакция
| Сводный рейтинг       | Сводный рейтинг         |
| Агрегатор             | Оценка                  |
| --------------------- | ----------------------- |
| GameRankings          | 82,58 %                 |
| Metacritic            | iOS: 83/100 PS4: 84/100 |
| Иноязычные издания    |                         |
| Издание               | Оценка                  |
| EGM                   | 5,0/10                  |
| Game Informer         | 8/10                    |
| IGN                   | 8,5/10                  |
| USgamer               | [ 15 ]                  |
| Русскоязычные издания |                         |
| Издание               | Оценка                  |
| «Игры Mail.ru»        | 8/10                    |

Игра получила благоприятные отзывы от игровых критиков. По версии сайта агрегатора Metacritic, средняя оценка игры на iOS составила 83 балла из 100 возможных, на версии для PlayStation 4 — 84. Lara Craft GO была признана лучшей игрой для iPhone 2015 года благодаря «её красоте и лучший дизайн», а также получила премию The Game Awards, как лучшая мобильная игра года. Позже, в 2016 году, Apple присудила игре премию Apple Design Awards. Критики высоко оценили Lara Craft GO за её художественный стиль, дизайн головоломки и верность франшизе Tomb Raider, однако раскритиковали игру за быстрое прохождение и несбалансированный уровень сложности; часть журналистов сочла прохождение слишком простым, или слишком сложным.
Хлой Рэд из IGN назвала игру зрелищной, наделённой театральным духом и похвалил игру за её внимание к мелким деталям. Эндрю Рейнер из Game Informer также похвалил игру за динамичность окружающего мира и анимацию, а её графику вообще назвал лучшей для мобильной игры. Рэд однако заметил, что головоломки в игре недостаточно сложны и их можно быстро пройти. Одновременно по мнению Райнера, заключительные уровни (с участием змея) непропорционально сложны.
Рэк Карсилло из Electronic Gaming Monthly раскритиковал художественный стиль игры за её отход от стиля настольной игры, как в Hitman GO и назвал Lara Craft GO «дешёвой подделкой известной франшизы». Хотя некоторые головоломки, по мнению Рэка, были достойными, игра в общем была несложной и не порекомендовал её тем, кто не является поклонником оригинальной франшизы. Мэтт Пэкхэм из Wired дополнительно был возмущён коллекционными предметами игры, которые по его мнению были слишком скрытными, и игрок зачастую не будет их замечать по мере прохождения уровней. Джаз Ригнэлл из Eurogamer также заметил слишком быстрое прохождение игры, но за счёт хорошей графики и проработанного окружающего пространства, Lara Croft GO по мнению рецензента — идеально сбалансированная и идеальная для iOS игра, которая по мнению Ригнэлла создавалась под влиянием другой игры — Monument Valley.

### Продажи и награды
В 2018 году, благодаря уязвимости в защите Steam Web API, стало известно, что точное количество пользователей сервиса Steam, которые играли в игру хотя бы один раз, составляет 72 299 человек. В мае 2022 года стало известно, что число загрузок мобильных проектов Lara Croft and the Guardian of Light, Lara Croft and the Temple of Osiris, Lara Croft: Relic Run и Lara Croft GO превысило 53 млн копий.
Российский сайт Игры Mail.ru в 2016 году включил её в список лучших мобильных игр 2015 года.
| Награда                  | Категория                           | Результат |
| ------------------------ | ----------------------------------- | --------- |
| Apple Design Awards 2016 | Игра                                | Победа    |
| Apple’s Best of 2015     | Игра года                           | Победа    |
| The Game Awards 2015     | Лучшая мобильная игра               | Победа    |
| IGN’s Best of 2015       | Мобильная игра года                 | Победа    |
| D.I.C.E. Awards          | Мобильная игра года                 | Номинация |
| D.I.C.E. Awards          | Достижения в художественной области | Номинация |
| D.I.C.E. Awards          | Достижения в игровом направлении    | Номинация |